# Джаячандра
Джаячандра (*जयचन्द, д\н —1194) — магараджахіраджа Антарведі (зі столицею в Каннауджі) у 1170—1194 роках.

## Життєпис
Походив з клану Гаґавадалів. Син магараджахіраджи Віджаячандри та доньки Акрпали Томар, магараджи Гаріяни. Про молоді роки відомості обмежено, знано про прихильність вішнуїзму. У 1170 році після смерті батька успадкував владу з титулом Ашва-паті Нара-паті Гаджа-паті Раджатраядіпаті («Очільник трьох сил: кінноти, піхоти і слонів») і Вівіда-від'я-вічара-вачаспаті («Захисник різних гілок навчання»). Водночас став підтримувати шиваїстів.
Джаячандра вважався одним з наймогутніших володарів Індії того часу. За переказами його військо становило 1 млн вояків та 700 слонів. Із самого початку свого панування продовжив боротьбу проти інших раджпутських кланів — Парамара, Чаухан, Чандела, Калачурі.
У 1171 році висунув претензії на спадщину свого діда з клану Томар — область навколо Делі, яку захопив клан Чаухан. У 1175 році його донька Сам'юкта (Саньйогіта) вийшла заміж за Прітхвіраджа III з клану Чаухан (ця історія оспівана поемою «Прітхвірадж Расо»). Втім, війни Джаячандри з останнім тривали в подальшому, проте вони лише послабили обидва клани.
У 1180-х роках вимушений захищати свої землі від Лакшманасени, що панував в Бенгалії. Втім війна для раджпутів була невдала, Джаячандра зазнав поразки у Біхарі, втративши частину території.
У 1192 році розпочалася війна з Кутб ад-Діном Айбеком, очільником мусульманських загонів Гуридів. Війна тривала з перемінним успіхом до 1193 року. Джаячандра втратив міста Варанасі та Асні. Зрештою у вирішальній битві при Чандварі війська раджпутів зазнали нищівної поразки. За одними відомостями Джаячандра загинув у битві, за іншими — потрапив у полон й за наказом Айбека було втоплено у Гангу. Боротьбу проти мусульман продовжив син Харішчандра.